# Canon de marine de 12 pouces/50 calibres (Argentine)
Le canon Bethlehem de 12 pouces/50 calibres était un canon de la marine américaine conçut en 1910 comme l'armement principal des cuirassés dreadnought de la marine argentine de la classe Rivadavia.

## Conception
Le canon fut conçu en 1910, et il était probablement basé sur le canon de marine de 12 pouces/50 calibres Mark 7 américain avec l’ajout d’un poids de culasse. Les canons furent fabriqués par la Bethlehem Steel. Les navires de la classe Rivadavia avait douze canons de 305 mm chacune, montées en six tourelles jumelles, avec deux tourelles avant, deux à l'arrière, et un de chaque côté.

## Mesures et capacités

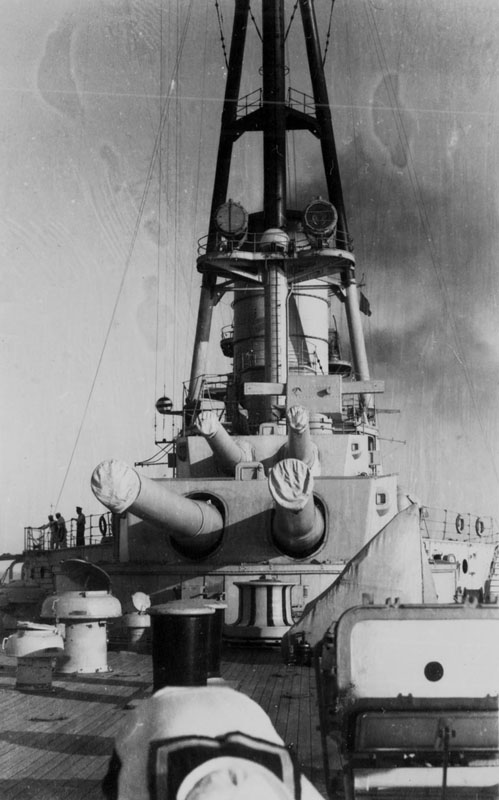
Pont principal et canons de lARA Moreno.

Le canon pesait 66 tonnes incluant la culasse et était capable d'une cadence de tir moyen de 2 à 3 coups par minute. Il pourrait tirer un obus perforant de 394,6 kg Mark 15 à 21 950 mètres à une élévation de 14,7°. La durée de vie du canon était de 200 coups.
Le canon précédent de 12 pouces, fabriqué pour la marine des États-Unis, était la version Mark 7, qui avait été conçue et installé sur les cuirassés de la classe Wyoming en 1912.

## Service
Ce canon fut installé uniquement sur les deux cuirassés de classe Rivadavia de la marine argentine, le Rivadavia et le Moreno.